# Syrphoctonus crassicrus
Syrphoctonus crassicrus är en stekelart som först beskrevs av Thomson 1890.  Syrphoctonus crassicrus ingår i släktet Syrphoctonus och familjen brokparasitsteklar. Arten är reproducerande i Sverige. Inga underarter finns listade i Catalogue of Life.